# Elatostema pergameneum
Elatostema pergameneum är en nässelväxtart som beskrevs av Wen Tsai Wang. Elatostema pergameneum ingår i släktet Elatostema och familjen nässelväxter. Inga underarter finns listade i Catalogue of Life.